# サイイド・サイード
サイイド・サイード（アラビア語: سعيد بن سلطان  Sa‘id bin Sulṭān, Sayyid Said bin Sultan Al-Said、1791年6月5日 - 1856年10月19日）は、オマーンブーサイード朝第5代スルターン（在位：1806年 - 1856年10月19日）。オマーンの最盛期を現出し、サイード大王とも呼ばれる。オマーンの勢力を東アフリカにまで広げ、オマーン海上帝国と呼ばれる大交易帝国を築き上げた。

## 東アフリカへの進出
サイードが即位したとき、オマーン本土の経済は少しずつ衰えていた。18世紀にはエジプトの政情不安によってペルシア湾経由での交易が盛んになっており、ペルシア湾交易の喉首を押さえるオマーンの首都・マスカットは交易船でにぎわったものの、19世紀になるとエジプトの状態は回復に向かっており、マスカットの賑わいは過去のものとなりつつあった。オマーンは17世紀のヤアーリバ朝の時代にポルトガルを駆逐し、東アフリカに勢力を伸ばしたものの、その後のオマーン本土の混乱によりアフリカ諸都市のオマーン人豪族が相次いで独立し、サイードの時代にはザンジバルだけがかろうじてオマーンの支配下に残っている状態だった。
1828年、サイードは自ら旗艦リバプール号（イギリスに注文した帆船）に乗り込み、モンバサをはじめとするアフリカ東部沿岸の諸都市を攻撃した。ヤアーリバ朝からリワリ（総督）の地位を与えられたモンバサのマズルイ家はブーサイード家の支配を認めず、サイードとマズルイ家の戦争は1837年まで続いた。サイードはソマリアからモザンビークとの国境にいたる東アフリカの沿岸をオマーン領に組み入れ、東アフリカのスワヒリ諸都市は史上初めて緩やかな連合体として統一を達成する。

## ザンジバルへの遷都
1840年、サイードはザンジバルにストーン・タウンを建設し、首都を移した。当時ザンジバルは奴隷貿易の中心地として栄えており、インド洋交易の中心地となっていた。サイードはザンジバルにチョウジを移植し、やがてチョウジはザンジバルの特産品としてザンジバル経済を支えることとなった。オマーンは帆船による大船団を所持しており、欧米諸国とも交易を行い、正式な外交関係も持っていた。ザンジバルには欧米各国の領事館が建てられ、オマーンはイギリスと並ぶインド洋の二大海洋帝国となっていた。
1856年、サイードが死去したのち、後継者争いが起き、国土はオマーンとザンジバル（東アフリカ沿岸を含む）に分割された。